# Varicorhinus maroccanus
Varicorhinus maroccanus là một loài cá vây tia thuộc họ Cyprinidae.
Loài này chỉ có ở Maroc.